# Beade
Beade è un comune spagnolo di 600 abitanti situato nella comunità autonoma della Galizia.